# Robin Sarstedt

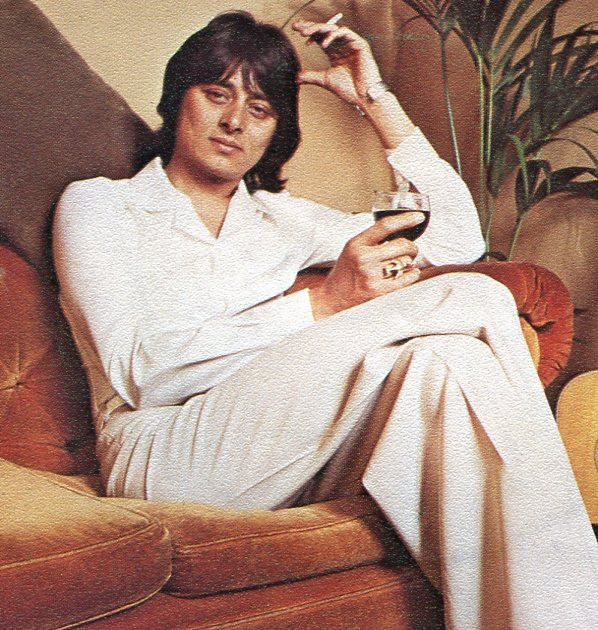
Robin Sarstedt, 1976

Clive Robin Sarstedt (auch Wes Sands, Clive Sands) (* 21. Januar 1944 in Delhi, Britisch-Indien; † 22. Januar 2022) war ein britischer Sänger.

## Leben
Robin Sarstedt wurde mit seinen Brüdern Peter und Richard in der damaligen britischen Kolonie Indien als Sohn englischer Kolonialbeamter geboren. 1954 zog er mit seiner Mutter, seinem Vater und seinen zwei Brüdern nach England. Noch vor seiner Ankunft starb Robins Vater.
Zu Beginn der 1960er Jahre avancierte er an der Seite seines Bruders Richard (der unter dem Künstlernamen Eden Kane bekannt wurde) zu einem Teenageridol, später begann er eine Solokarriere. Sarstedt trat zunächst unter dem Namen Wes Sands und später als Clive Sands auf. Als Robin Sarstedt hatte er schließlich im Jahre 1976 mit einer Coverversion von My Resistance Is Low einen Hit. Zudem schrieb er mit an Liedern für seinen Bruder Peter.